# Paul Preston
Paul Preston (Liverpool, 1946. július 20. –) angol történész, aki a spanyol történelem, azon belül az általa 30 éve tanulmányozott spanyol polgárháború specialistája. Jelenleg a London School of Economics tanára.
1996-ban kiadta The Spanish Civil War (A spanyol polgárháború) című könyvének frissített változatát, melyben a Francisco Franco csapatainak végső győzelmét hozó küzdelmet a következőképpen jellemzi:
Egy nemzetközi háború, ami spanyol földön játszódott, de nem Spanyolországban dőlt el, hanem a nagyhatalmak kezei közt.
Kiadott egy irányadó Franco-életrajzot (1994, azóta frissítették). Preston ezt állítja a diktátorról:
Franco nem fasiszta volt, hanem sokkal rosszabb annál. Magával hozta a hidegség és elnyomás afrikai mentalitását, és úgy kezelte saját népét is, mint Marokkó bennszülötteit.
I. János Károly spanyol királyról is írt egy biográfiát, valamint mostanság[mikor?] publikált egy könyvet a polgárháború külföldi tudósítóiról.

## Érdekességek
- Dr. Preston az Everton FC szurkolója.[10]